# محوطه رودخانه ناهوک ۱
محوطه رودخانه ناهوک ۱ مربوط به هزاره ۴و ۳ قبل از میلاد است و در شهرستان سراوان، بخش جالق، دهستان ناهوک، ۶ کیلومتری شرق روستای ناهوک واقع شده و این اثر در تاریخ ۲۸ اسفند ۱۳۸۵ با شمارهٔ ثبت ۱۸۹۴۵ به‌عنوان یکی از آثار ملی ایران به ثبت رسیده است.